# Jonathan Kalé
Jonathan Monyongo Kalé (Boston, 18 ottobre 1985) è un ex cestista statunitense naturalizzato ivoriano.

## Carriera
Con la Costa d'Avorio ha disputato i Campionati mondiali del 2010 e tre edizioni dei Campionati africani (2009, 2011, 2013).